# Moulton Chapel
Moulton Chapel är en by i Lincolnshire i England. Byn är belägen 61,9 km 
från Lincoln. Orten har 1 032 invånare (2016).